# Sjeverni Sentinel
Sjeverni Sentinel, jedan je od Andamanskih otoka u Bengalskom zaljevu. Površine je 72 km2. Na njemu žive jedni od najprimitivnijih ljudi na svijetu, nekontaktirani narod Sentinelci koji ne koristi vatru i govori neklasificiranim sentinel jezikom. Procjenjuje se da ih ima oko 250. Preživjeli su potres i cunami 2004. godine. Otoku su se zadnji približili dvojica ribara koje su Sentinelci prostrijelili. Otok je malen, udaljen i nepristupačan zbog koraljnih grebena. Zbog tih razloga Europljani nikada ga nisu naselili i ondje su opstali domorodci s kojima se nije kontaktiralo.